# Opopanax chironium
Opopanax chironium, även känd som söt myrra, är en ört 0,3 – 1 m hög med en stor, gul blomställning. Den växer främst i Medelhavsområdet och bort till Iran, men kan också förekomma i kallare klimat.

## Användning
Från växten kan extraheras ett användbart harts genom att skära av växten vid basen och soltorka den saft som flödar ut. Den utvunna produkten består av brunaktiga eller röda, tämligen sköra stycken av en valnöts storlek med bitter smak och starkt aromatisk doft.

### Panaxgummi
Hartset opopanax som innehåller en väldoftande eterisk olja används i parfymtillverkning och har i Sverige gått under benämningen panaxgummi. 
Det mycket brandfarliga hartset kan brännas som rökelse för att producera doft ungefär som balsam eller lavendel.
Hartset har tidigare också haft medicinsk användning bland annat för behandling av spasmer, hysteri och hypokondri.